# Carpaccio (film)
Carpaccio è un cortometraggio del 1947 diretto da Umberto Barbaro e Roberto Longhi e basato sulla vita del pittore italiano Vittore Carpaccio.

## Riconoscimenti
- Festival di Venezia 1948
  - Medaglia d'argento per i film di arte figurativa